# Братусь, Борис Сергеевич
Бори́с Серге́евич Брату́сь (род. 19 апреля 1945, Москва, СССР) — советский и российский психолог, заслуженный профессор Московского университета (2002), доктор психологических наук (1989), профессор (1993) факультета психологии МГУ, заведующий кафедрой общей психологии факультета психологии МГУ (2001—2017), член-корреспондент РАО, действительный член Российской академии естественных наук (1993), иностранный член-корреспондент Общества психологов здравоохранения Кубы (1980), член редакционных коллегий журналов «Вопросы психологии», «Психология. Новый век», член Этического комитета Российского психологического общества. Принадлежит к числу российских психологов, получивших широкую известность своей научной и педагогической деятельностью: читал лекции и проводил семинары в Европе, Северной и Южной Америке, на территории СНГ.

## Биография
Борис Братусь родился в семье известного учёного-юриста, профессора МГУ имени М.В. Ломоносова Сергея Никитича Братуся (1904—1997). В 1963 году окончил московскую школу № 320 и поступил на отделение психологии философского факультета МГУ. В 1966 году отделение психологии философского факультета было преобразовано в факультет психологии МГУ, который Б. С. Братусь окончил в 1968 году.
С 1968 по 1970 год работал старшим лаборантом на кафедре нейро- и патопсихологии факультета психологии МГУ. В 1970 году поступил в аспирантуру, которую окончил досрочно в 1972 году, защитив диссертацию на тему «Психологический анализ одного из видов патологии личности». С 1972 по 1989 год преподавал на факультете психологии МГУ и проводил научную работу под руководством Б. В. Зейгарник, А. Р. Лурия, А. Н. Леонтьева.
В 1979—1980 годах был командирован на Кубу, где в течение года работал профессором-консультантом факультета психологии Гаванского университета. Был избран почётным членом Общества психологов здравоохранения Кубы.
В 1989 году защитил докторскую диссертацию «Аномалии развития личности (на материале нарушений психического здоровья)».
С 1993 по 1998 год занимал должность заведующего лабораторией философско-психологических основ развития человека Психологического института РАО. Работал заместителем директора по науке Института психологии им. Л. С. Выготского при РГГУ с 1999 по 2004 год. Возглавлял кафедру общей психологии факультета психологии МГУ с 2001 по 2017 год. В 2011 году становится научным руководителем факультета психологии Православного института св. Иоанна Богослова.

## Научная деятельность
Борис Сергеевич Братусь является автором целостной концепции психического здоровья, фундаментом для которой послужили результаты интенсивных исследований мотивационно-смысловой сферы. В данной концепции психическое здоровье делится на несколько специфических уровней и характеризуется рядом параметров. Особое внимание уделяется проблеме аномального развития. Новизна данной концепции заключается в синтезе философско-методологического, общепсихологического, патопсихологического и конкретно-прикладного планов.
Также им разрабатываются проблемы общей психологии, преимущественно проблемы смысловой сферы личности, ее нравственного развития, функционирования смысловых образований, анализа структуры самооценки, динамики уровня притязаний, особенностей соотношения реальных и идеальных целей деятельности. Активно производятся попытки формулирования философско-этических оснований психологического знания.
Борис Сергеевич Братусь — автор более чем 300 научных работ, среди которых 12 монографий. Под его руководством проводились Челпановские чтения, работали междисциплинарная группа по смысловым образованиям, группа «Проблема человека в психологии», семинар по христианской психологии и антропологии, Московский общепсихологический семинар и Психологический семинарий имени Василия Зеньковского. Он осуществлял координацию работы лаборатории философско-психологических основ развития человека и лаборатории аксиологической психологии.
Благодаря Борису Сергеевичу Братусю в российской психологии развивается новое направление — христианская психология, по которому им разработано первое в России учебное пособие. Под его редакцией выходит университетский учебник по общей психологии в семи томах. Ряд томов этой серии удостоен диплома Российского психологического общества «За лучший учебник».

### Основные научные труды
- Братусь Б. С. Психологический анализ изменений личности при алкоголизме — М.: Изд-во Моск. ун-та, 1974.
- Братусь Б. С. Психологические аспекты нравственного развития личности — Знание М, 1977.
- Братусь Б., Зейгарник Б. Очерки по психологии аномального развития личности. – Москва: Издательство Московского университета, 1980.
- Братусь Б. С. Психология, клиника и профилактика ранних форм алкоголизма (в соавт.). — М., 1984.
- Братусь Б. С. Нравственное сознание личности: психологическое исследование. — М.: Знание, 1985.
- Братусь Б. С. Аномалии личности. — М.: Мысль, 1988.
- Братусь Б. С. Психология. Нравственность. Культура. — М.: Роспедагентство, 1994.
- Братусь Б. С. Начала христианской психологии. Учебное пособие для вузов / Б. С. Братусь, В. Л. Воейков, С. Л. Воробьев и др. — М.: Наука, 1995
- Братусь Б., Шрейдер Ю., Умрихин В., Ярошевский М. и др. Психология и этика. Опыт построения дискуссии - БАХРАХ-М Самара, 1999. 128 с. ISBN 5895700098
- Братусь, Б.С. Русская, советская, российская психология : конспективное рассмотрение – М.: МПСИ : Флинта, 2000. – 88 с. – (Библиотека школьного психолога) . – ISBN 5-89502-117-4.
- Психология и философия. Возвращение души : сборник статей / ред. Б.С. Братусь, С.Н. Бычков. – Москва : РГГУ, 2003. – 200 с. – ISBN 5-7281-0727-3.
- Братусь Б. С., Василюк Ф. Е., Слободчиков В. И. Христианская психология в контексте научного мировоззрения. — НИКЕЯ Москва, 2017. — 528 с.

## Преподавательская деятельность
Читает на факультете психологии МГУ курсы :
- Психология личности
- Психологические основы коррекции личности
- Аномалии личности
- Основы нормального и аномального развития личности
- Аномалии личности как общепсихологическая проблема (с 2017 года)
- Психология и религия
- Проблема человека в психологии 2015 год
- Философия психологии 2017 год
- Мир и психология 2014 год